# Comité pour l'organisation du syndicat des étudiants de France
 (avril 2012).
Si vous disposez d'ouvrages ou d'articles de référence ou si vous connaissez des sites web de qualité traitant du thème abordé ici, merci de compléter l'article en donnant les références utiles à sa vérifiabilité et en les liant à la section « Notes et références ».
Le Comité pour l'organisation du syndicat des étudiants de France (COSEF) est un mouvement étudiant socialiste (courant Mitterrand) fondé quelques années après Mai 68 et actif entre 1975 et 1978.

## Contexte

### Divisions au sein du syndicat étudiant UNEF
Les années d'après Mai 68 sont marquées par les divisions au sein du syndicat étudiant UNEF, où s'affrontent plusieurs tendances politiques. Les étudiants socialistes unifiés qui dirigent l'UNEF ne parviennent plus à résister à la présence des militants trotskistes et communistes. Le congrès de l'UNEF tenu à Marseille, en décembre 1968, pendant trois jours, voient se réunir entre 1500 et 3000 participants, selon les sources, ,. Environ 1500 étudiants mandatés se réunissent d'abord sur le campus de Lumigny, à 12 kilomètres de Marseille, puis dans le plus grand amphitéâtre de la Faculté Saint-Charles de Marseille, pour faire face au nombre élevé de militants des "comités d'action", non membres de l'UNEF mais que son président Jacques Sauvageot, décide de faire participer, ce qui lui permet de conserve la présidence de l'UNEF. Les assemblées locales de Paris-Sciences, Paris-Médecine et Paris-Sciences Po sont éliminées car accusées de ne pas payer leurs cotisations, tandis que celles de Lille, Toulouse et Saint-Etienne, représentées par des militants de l'Union des Etudiants communistes, contestent le déroulement. Bernard Herzberg, qui a succédé à Alain Geismar depuis l'été 1968 à la direction du Syndicat national de l'enseignement supérieur est conspué par une partie de la salle. Finalement, divers mandats sont contestés et les associations de Grenoble, Marseille, Bordeaux, Nanterre et l'Ecole Normale Supérieure quittent l'UNEF, après l'absence de compromis à 6 heures du matin,. 
En décembre 1968 aussi, des militants étudiants engagés dans le mouvement étudiant français créent plusieurs groupes locaux comme BASE ou MARC 200. Parmi eux, de nombreux militants des Etudiants socialistes unifiés. Leur idée est de se rapprocher des syndicats de salariés, en particulier de la CFDT, qui a soutenu l'UNEF et les étudiants de Mai 68 lors du meeting de Charléty avec Pierre Mendès-France. Ils s'investissent peu après dans le Mouvement d'action et de recherche critique qui fusionne en 1970 ces différents groupes, après le 58ème Congrès de l'UNEF.
Tenu au Palais des Sports d'Orléans, en avril 1970, ce congrès de l'UNEF est présidée par le PSU Luc Barret et les 800 à 900 délégués ne remplissent pas entièrement la salle. Les étudiants du PSU ont été abandonnés par les militants de la Ligue Communiste, leurs alliés au sein de l'UNEF depuis 1967, qui décident de s'en désintéresser. Ceux du parti communiste ont créé en janvier 1969 une tendance "renouveau" et représentent environ un tiers des mandats au congrès. Les étudiants du PSU  deviennent minoritaires au sein du bureau, face à une double opposition communiste et lambertiste, pesant chacune un tiers des mandats, mais incapables de s'entendre. Les étudiants PSU conservent la direction,  à la majorité relative, grâce à une alliance avec les maoïstes de l'Humanité Rouge pour constituer un bureau de gestion politique sous la présidence du PSU Jean-Pierre Chassine.
Les deux autres tendances sont celles animées par l'AJS (Alliance de la jeunesse pour le socialisme, trotskistes-lambertistes  et la tendance UNEF-Renouveau animée par l'Union des étudiants communistes (UEC), qui comprend aussi quelques étudiants de la Convention des institutions républicaines (CIR, mitterrandiste), mais aussi radicaux, ou encore catholiques. Le congrès dure 5 jours avec une longue série de déclarations d'organisations étrangères, concédéeS par la direction PSU aux militants maoïstes. Une équipe de la première chaîne TV filme le congrès pour le magazine "Panorama", avec des séquences sur les drapeaux rouges  et le Petit livre rouge deMao tendu à bout de bras. La tendance UNEF-Renouveau voit le nombre de ses mandats invalidés, et décide de dénoncer un congrès " truqué ". La presse observe que le nombre d'adhérents  a chuté en un an, passant d'environ 50.000 à 30.000, alors qu'il était proche de 100.000 avant Mai 68.
En juin 1970, l'UNEF, menée par son nouveau président Jean-Pierre Chassine soutient l'initiative de la création du " Secours rouge " de Jean-Paul Sartre et semble se limiter aux initiatives des seuls mouvements " gauchistes, observe  Le Monde . Le 19 octobre 1970, investit le siège de l'UNEF, rue Soufflot, pour prendre possession de cartes et occupe les lieux, amenant ensuite la direction de l'UNEF à fermer les bureaux jusqu'à nouvel ordre.«  »   «  ». Dans la foulée, au début 1971, c'est la scission de l'UNEF, la direction de celle-ci démissionnant en bloc en janvier 1971, avec ensuite deux congrès, l'un créant le 21-23 février 1971 l'UNEF US et l’autre à Paris par l’UNEF-RE (5-7 mars 1971). Le MARC (Mouvement d'action et de recherche critique, a alors « décidé de garder une prudente réserve », selon Le Monde de même que les militants socialistes.

### Influence de François Mitterrand au Parti socialiste
La fondation du COSEF est précédée par un renforcement de l'influence au Parti socialiste de François Mitterrand, qui bénéficie de l'élection présidentielle de 1974, où il a manqué l'élection de peu et souhaite ensuite renforcer son pouvoir au sein des jeunesses socialistes qui connaissent depuis 1971 une période de tensions.
Le congrès de son parti en février à Pau, amène le premier secrétaire du PS à exclure du secrétariat du parti les membres du CERES puis à reprendre en main le secteur " entreprises ", confié à un de ses proches, Louis Mermaz, et le secteur des jeunesses socialistes, où Édith Cresson remplace Jean-Pierre Chevènement, leader du CERES. Le bureau des jeunesses socialistes est dissous le 3 mai par le comité directeur du parti.  Dans beaucoup de départements, le secteur jeunesse est rattaché à la formation et dépend directement du secrétariat fédéral, système qu'Édith Cresson propose de généraliser. Devant le comité directeur, Pierre Guidoni (CERES), dénonce un changement contraire à l'article 22 des statuts du parti, selon lesquels la jeunesse socialiste élit ses propres responsables. 
En mai 1975, Le Monde observe que les étudiants socialistes à la tête de la MNEF ont rompu avec Jean-Pierre Chevènement lors du congrès de Pau, derrière Gilles Martinet, car la direction du PS s'efforce « d'apurer les comptes de la MNEF et d'éviter les incidents avec le gouvernement », mais qu'il est « injuste d'attribuer le déficit chronique de la mutuelle aux excès - réels - de la gestion étudiante », qui n'a « pas atteint un niveau comparable » à celui d'avant 1972, lorsque la MNEF était gérée par des étudiants PSU et que le gouvernement « est dans ce domaine beaucoup plus responsable ». Le Monde observe aussi que le Ceres ne dispose que d'environ 1200 adhérents chez les étudiants et se retrouve isolé pour les élections à la MNEF prévues du 6 au 11 juin, car l'UNEF Renouveau a refusé au dernier moment de déposer des listes communes, obligeant les socialistes à compléter leurs listes dans la précipitation. A la direction du PS, le CERES est aussi « blâmé pour avoir lancé sa propre tendance au sein de la FEN ». 
C'est dans ce contexte que François Mitterrand « envisage de favoriser, en liaison avec la FEN et la CFDT, le lancement d'un nouveau syndicat étudiant », selon Le Monde, qui constate cependant que le CERES est hostile à ce projet et envisage des négociations avec le PCF pour que ses militants entrent à l'UNEF Renouveau.
Une convention nationale des jeunesses socialistes est prévue pour les 13 et 14 décembre 1975 à Lille, mais elle ne réunira moins de 250 délégués malgré le déplacement de François Mitterrand et un débat très médiatisé lors comité directeur du parti les 6 et 7 décembre, consacré aux Jeunesses socialistes.

## Création
Nommée secrétaire nationale à la jeunesse au congrès de Pau du PS en janvier 1975, Édith Cresson a été chargée par François Mitterrand de nettoyer le Mouvement de la Jeunesse socialiste, de dimension modeste, des partisans de ses rivaux au sein du PS. Un petit groupe d'étudiants socialistes participe en juillet 1875 à Port-Barcarès à un séminaire formation pour débattre de sa stratégie à l'université et les militants du CERES s'y opposent au petit groupe qui va fonder le COSEF,. Parmi les premiers approchés par Édith Cresson, François Hollande qui vient de finir HEC, et Olivier Spithakis, étudiant à Sup de Co Marseille, comme elle étudiants en école supérieure de commerce. Sont aussi approchés, Jean-Marie Le Guen et Jean-Loup Salzmann, deux amis qui étudient ensemble à la faculté de médecine, le second étant le fils d'un des plus proches amis de François Mitterrand.
Le Comité pour l'organisation du syndicat des étudiants de France est créé en novembre 1975 et animé par Jean-Michel Grosz, Jean-Marie Le Guen et Jean-Loup Salzmann . Il est présidé par Jean-Marie Le Guen. Au secrétariat national, son ami Jean-Loup Salzmann. François Hollande, alors étudiant à l'ENA, est reçu au siège du Parti Socialiste par Édith Cresson qui lui propose de créer et diriger ce nouveau syndicat étudiant ,.
Le bureau national des étudiants socialistes, de tendance CERES, est dissous le 3 mai 1975 par le comité directeur du PS. Des séances exploratoires en vue de créer le COSEF sont organisées par la CFDT, en mai et en juin 1975, réunissant des représentants du PS, du PSU, du Mouvement d'action et de recherche critique (MARC), du Mouvement rural de la jeunesse chrétienne, de la jeunesse ouvrière catholique féminine, de la jeunesse étudiante chrétienne (JEC) et de l'Action catholique universitaire mais se heurtent à l'hostilité de socialistes de la FEN tandis que des difficultés émergent entre le MARC et les étudiants socialistes, le premier souhaitant conserver son indépendance. Le MARC indique dès octobre 1975 qu'il va fonder fin novembre un " collectif national d'initiative et de liaison ". 
Une conférence de presse est prévue le 19 novembre pour annoncer ce projet de préparer la création d'un syndicat étudiant qui se situerait dans la mouvance socialiste et qui pourrait voir le jour en 1976. Louis Mexandeau, député du Calvados et délégué du Parti socialiste à l'éducation est très impliqué et déclare publiquement son regret que le PS ne dispose pas « d'interlocuteur syndical valable dans le monde étudiant et que cette situation est anormale. ». Finalement, Antoine Bour, secrétaire national du MARC a annoncé a constitution d'un collectif national d'initiative et de liaison (CNIL), afin d'élargir son audience, tandis que les étudiants socialistes du COSEF ont pris leurs distances, dans un document daté du 12 novembre écartant la « recherche de l'unification » voulue par ce CNIL, une « emi-rupture, assortie d'une proposition d'alliance électorale », commente Le Monde.

## Activités

### Elections de mars 1976
Après les efforts de recompositions du mouvement étudiant en 1975, le Cosef participe au mouvement du printemps 1976 contre la réforme d'Alice Saunier-Seité (création du DEUG). Auparavant, lors des élections au CNESER de mars 1976, l'UNEF-Renouveau recueille 60 % des suffrages et 10 sièges sur 17, selon René Maurice, président de l’UNEF Renouveau de 1973 à 1976, tandis que l'UNEF US continue à boycotter les élections. Le Cosef présente une liste commune avec le Marc, proche de la CFDT, qui n'obtient qu'un élu et neuf fois moins de voix que l'UNEF Renouveau. 
La représentation étudiante au Conseil national de l'enseignement supérieur et de la recherche ne compte pas encore, comme plusieurs décennies plus tard une soixantaine d'élus étudiants. Malgré ce revers électoral de mars 1976, Jean-Michel Grosz, l'un des cofondateurs du COSEF occupe la fonction de vice-président de le MNEF 1976 à 1979, dont il deviendra président de 1979 à 1985. Jean-Christophe Cambadélis, militant de l'UNEF US et qui deviendra son président en 1977, est administrateur de la MNEF à partir 1976 et le sera jusqu'en 1983 .

### Evolutions fin 1976
En octobre 1976, le Cléru mouvement étudiant modéré se dissout et appelle à se fondre dans le Cosef. La LCR devient cependant majoritaire en avril 1977, au sein du syndicat étudiant MAS, qui a pris la succession du  Marc, rendant plus difficile les alliances toujours espérées avec le COSEF à la fin 1975, malgré l'échec du projet de l'inclure dans la création du COSEF, qui étaient à l'origine du projet au printemps 1975. 
En 1977, le Cosef se présente aux élections aux conseils d'administration des CROUS, et n'obtient que 4 élus, car il ne semble guère présent sur le terrain.

## Objectifs
Le Cosef émane de la direction des Jeunesse socialistes, qu'Édith Cresson vient d'épurer sur l'ordre de François Mitterrand. Il s'agit pour la direction du PS de peser dans le milieu étudiant dont les principales organisations syndicales sont aux mains des trotskistes, des communistes, et des minoritaires du PS : chevènementistes et rocardiens.
« L'objectif était de prendre le contrôle de la MNEF », selon l'historien Benjamin Stora et Laurent Mauduit, journaliste à Médiapart, , selon Laurent Mauduit, journaliste à Mediapart.
Le Cosef éditait un journal périodique,  Syndicalisme étudiant, en grande partie financé grâce aux encarts publicitaires de la Mutuelle nationale des étudiants de France.

## Suites

### Jonction avec l'UNEF
Malgré la progression des idées socialistes dans la société, en milieu étudiant, celles-ci peinent à s’imposer. Les difficultés de développement du Cosef en témoignent. Aussi, les dirigeants de cette organisation qui par ailleurs défendent l’unité syndicale décident de rejoindre une organisation déjà bien implantée. Ils ont trois possibilités. D’abord le MAS. Mais ce syndicat, par ailleurs le plus petit des trois, vient tout juste de changer de majorité. Les rocardiens se sont fait déposséder de l’appareil l’année précédente par la LCR. Ce n’est donc pas le meilleur endroit pour exprimer des idées socialistes. Il y a aussi l’UNEF-Renouveau. Mais le Cosef, dirigé par des mitterrandiens ne veut pas renforcer un syndicat d’inspiration communiste. D’une part car c'est leur stratégie d’affaiblir les communistes, pour ne pas être débordé dans une union de la gauche. D’autre part car les PCF vient tout juste de rompre le Programme commun renforçant l’anticommunisme des jeunes socialistes. Reste donc l’UNEF-US un syndicat trotskiste lambertiste. C’est une organisation forte et dont les dirigeants sont disposés à favoriser l’unité de la gauche non communiste. Un accord est donc rapidement trouvé entre les deux syndicats et en 1978, le Cosef rallie l'UNEF-US. Les militants du Cosef s’organisent dans leur nouveau syndicat dans la Tendance université démocratique - université socialiste.
En 1979, les dirigeants du Cosef prennent la tête de la Mutuelle nationale des étudiants de France quand Jean-Michel Groz en devient le président.
En 1980, les héritiers du Cosef participent à la création de l'UNEF-ID, fusion de l'UNEF-US avec le MAS, lors du Congrès de Nanterre. Dès lors, on les retrouve dans la Tendance Plus.
Olivier Spithakis, cofondateur du COSEF en 1975 est aussi cofondateur de SOS Racisme en 1984 et reçoit le soutien actif de François Hollande et Charles Salzmann, alors conseillers à l'Elysée. Julien Dray, Didier François et Harlem Désir, trois ex-militants de l'UNEF ID avaient décidé d'en parler à leur camarade Jean-Loup Salzmann, dont le père Charles Salzmann est en poste à l'Élysée, selon l'historien Benjamin Stora.